# Weißherbst
Weißherbst bezeichnet nach deutschem Weinrecht einen Roséwein, welcher aus einer einzigen roten Rebsorte gekeltert wurde. Die Weintrauben müssen zusätzlich aus einer Lage stammen. Es wird jedoch dasselbe Verfahren wie bei der Herstellung von Weißwein angewendet. Dabei wird der Most vor der Gärung von den Trauben abgepresst, so dass sich die rote Färbung der Beeren nur als leichte Rosafärbung des Weines bemerkbar macht.
Auch eine mögliche Süßung des fertigen QbA- bzw. Prädikatsweines ist nur mit Süßreserve (unvergorenem Most) derselben Sorte und mindestens derselben oder höheren Qualitätsstufe gestattet. Es ist ein Zusatz von fünf Prozent Rotwein derselben Rebsorte möglich.
Neben der Weinbereitung ist auch eine Verarbeitung zu Sekt möglich. In beiden Fällen wird auf dem Etikett zuerst die Rebsorte angegeben, gefolgt vom Zusatz „Weißherbst“.
In Österreich werden mit dieser Herstellungsmethode erzeugte Weine Gleichgepresste genannt, in der Schweiz spricht man von einem Süßdruck und in Frankreich von einem Vin gris.